# Alfred Péron
Pour les articles homonymes, voir Péron.
Alfred Péron, né le 22 septembre 1904 à Lyon et mort le 1er mai 1945 en Suisse, est un écrivain, enseignant et résistant français.

## Biographie
Élève de l'École normale supérieure (promotion 1924), il est lecteur au Trinity College de Dublin, en 1926, où il se lie d'amitié avec un de ses élèves, le très francophile Samuel Beckett.
Il est agrégé d'anglais, lauréat en 1929 d'une bourse de voyage Autour du Monde (fondation du banquier philanthrope Albert Kahn, gérée par l'Université de Paris.).
En décembre 1929 il travaille avec Beckett sur la traduction française d’Anna Livia Plurabelle, de Joyce.
En 1938, il traduit Alba pour Soutes, la revue de Luc Decaunes.
Devenu professeur d’anglais au lycée Buffon, il entre dans la Résistance en 1940 et intègre le réseau Gloria. Il y fait venir son ami Beckett, installé en France en 1937.
Le réseau est infiltré et Alfred Péron est arrêté le 14 août 1942. Beckett, prévenu par Maya Péron, échappe de peu à l'arrestation et se réfugie en zone libre. 
Alfred Péron est ensuite déporté à Mauthausen par le convoi I.138 parti de Paris le 27 septembre 1943. Il y reçoit le matricule 37801. 
Libéré le 29 avril 1945, il est transféré par la Croix Rouge avec d'autres malades à l'hôpital de Samedan (Suisse) où il meurt le 1er mai 1945. Son nom figure sur une pierre mémorielle au cimetière de Samedan,. Par ailleurs, son nom figure en page de dédicace du roman de Samuel Beckett, Murphy, roman paru dans sa version française en 1947 aux Éditions Pierre Bordas, puis republié aux Éditions de Minuit.  
Il demeurait au 69, rue de la Tombe-Issoire, dans le 14e arrondissement de Paris. 

## Distinctions
- Chevalier de la Légion d'honneur à titre posthume[Quand ?][7]
- Médaille de la Résistance française à titre posthume (décret du 10 janvier 1947)